# Амасонас (штат)
Амасо́нас (исп. Amazonas) — один из 23 штатов Венесуэлы.
Административный центр штата — город Пуэрто-Аякучо. До начала XX века административным центром был город Сан-Фернандо-де-Атабапо.
Название штата происходит от реки Амазонка, в бассейне которой он располагается.
Площадь штата 180 145 км², население — 146 480 человек (2011). Самый индейский штат Венесуэлы. Индейцы составляют 53,69 % населения штата. Коренные народы составляют большинство населения в муниципалитетах Альто-Ориноко (98,31 %), Атабало (94,79 %), Аутана (95,71 %), Манапьяре (96,28 %), Мароа (96,86 %) и Рио-Негро (94,87 %). Только в муниципалитете Атурес индейцы в меньшинстве — 35,89 %.
В муниципалитете Альто-Ориноко 71,80 % населения относится к этносу яномами (шириана). В муниципалитете Атабапо 26,44 % населения относится к этносу куррипако, 17,17 % — пиапоко (шасе), 13,19 % — пиароа, 9,96 % — баре. В муниципалитете Аутана 44,34 % населения относится к этносу хиви (гуахибо, сикуани, аморуа), 44,30 % — пиароа. В муниципалитете Манапьяре 42,15 % населения относится к этносу пиароа, 16,83 % — екуана. В муниципалитете Мароа 55,94 % населения относится к этносу куррипако. В муниципалитете Рио-Негро 33,38 % населения относится к этносу ерал (ненгату), 32,48 % — куррипако.
Является вторым по площади штатом Венесуэлы.

## Муниципалитеты штата
1. Альто-Оринко (Ла-Эсмеральда)
2. Атабапо (Сан-Фернандо-де-Атабапо)
3. Атурес (Пуэрто-Аякучо)
4. Аутана (Исла-Ратон)
5. Манапьяре (Сан-Хуан-де-Манапьяре)
6. Мароа (Мароа)
7. Рио-Негро (Сан-Карлос-де-Рио-Негро)

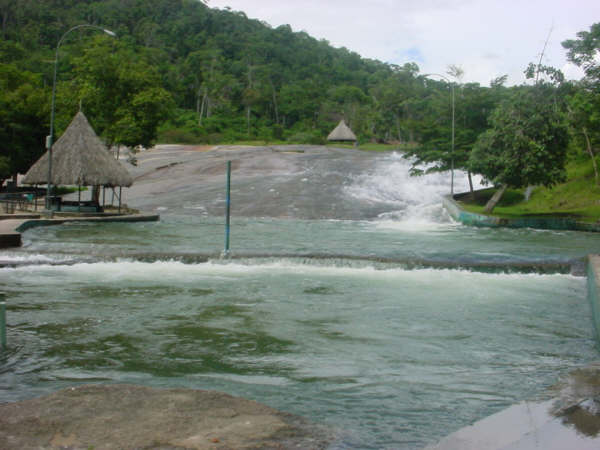